# Lijst van gemeentelijke monumenten in De Steeg
De plaats De Steeg, onderdeel van de gemeente Rheden, kent 58 gemeentelijke monumenten, hieronder een overzicht:
| Object                                  | Bouwjaar | Architect | Locatie         | Coördinaten                 | Nr.     | Afbeelding                              |
| --------------------------------------- | -------- | --------- | --------------- | --------------------------- | ------- | --------------------------------------- |
| Strooien Dorp (deel)                    |          |           | Bentincklaan 04 | 52° 1' 13" NB, 6° 3' 35" OL | 0275/1  | Strooien Dorp (deel)                    |
| Strooien Dorp (deel)                    |          |           | Bentincklaan 05 | 52° 1' 14" NB, 6° 3' 35" OL | 0275/2  | Strooien Dorp (deel)                    |
| Strooien Dorp (deel)                    |          |           | Bentincklaan 06 | 52° 1' 14" NB, 6° 3' 34" OL | 0275/3  | Strooien Dorp (deel)                    |
| Strooien Dorp (deel)                    |          |           | Bentincklaan 07 | 52° 1' 14" NB, 6° 3' 34" OL | 0275/4  | Strooien Dorp (deel)                    |
| Strooien Dorp (deel)                    |          |           | Bentincklaan 08 | 52° 1' 14" NB, 6° 3' 34" OL | 0275/5  | Strooien Dorp (deel)                    |
| Strooien Dorp (deel)                    |          |           | Bentincklaan 09 | 52° 1' 14" NB, 6° 3' 34" OL | 0275/6  | Strooien Dorp (deel)                    |
| Strooien Dorp (deel)                    |          |           | Bentincklaan 10 | 52° 1' 15" NB, 6° 3' 35" OL | 0275/7  | Strooien Dorp (deel)                    |
| Strooien Dorp (deel)                    |          |           | Bentincklaan 11 | 52° 1' 15" NB, 6° 3' 35" OL | 0275/8  | Strooien Dorp (deel)                    |
| Strooien Dorp (deel),                   |          |           | Bentincklaan 12 | 52° 1' 15" NB, 6° 3' 35" OL | 0275/9  | Strooien Dorp (deel),                   |
| Strooien Dorp (deel),                   |          |           | Bentincklaan 13 | 52° 1' 15" NB, 6° 3' 35" OL | 0275/10 | Strooien Dorp (deel),                   |
| Strooien Dorp (deel)                    |          |           | Bentincklaan 14 | 52° 1' 15" NB, 6° 3' 36" OL | 0275/11 | Strooien Dorp (deel)                    |
| Strooien Dorp (deel)                    |          |           | Bentincklaan 15 | 52° 1' 15" NB, 6° 3' 36" OL | 0275/12 | Strooien Dorp (deel)                    |
| Strooien Dorp (deel)                    |          |           | Bentincklaan 16 | 52° 1' 15" NB, 6° 3' 37" OL | 0275/13 | Strooien Dorp (deel)                    |
| Strooien Dorp (deel)                    |          |           | Bentincklaan 17 | 52° 1' 15" NB, 6° 3' 37" OL | 0275/14 | Strooien Dorp (deel)                    |
| Strooien Dorp (deel)                    |          |           | Bentincklaan 18 | 52° 1' 15" NB, 6° 3' 37" OL | 0275/15 | Strooien Dorp (deel)                    |
| Pastorie                                |          |           | Diepesteeg 01   | 52° 1' 11" NB, 6° 3' 41" OL | 0275/17 | Pastorie                                |
| Woning aan pand nr 4                    |          |           | Diepesteeg 02d  | 52° 1' 14" NB, 6° 3' 41" OL | 0275/19 | Woning aan pand nr 4                    |
| Kantoorruimte in bestaand pand 2d       |          |           | Diepesteeg 02e  | 52° 1' 14" NB, 6° 3' 41" OL | 0275/20 | Kantoorruimte in bestaand pand 2d       |
| Voormalig school met kruisgebouw        |          |           | Diepesteeg 04   | 52° 1' 15" NB, 6° 3' 40" OL | 0275/21 | Voormalig school met kruisgebouw        |
| Dienstwoning (landarbeiderswoning)      |          |           | Havikerwaard 48 | 52° 0' 17" NB, 6° 5' 16" OL | 0275/25 | Dienstwoning (landarbeiderswoning)      |
| Boerderij                               |          |           | Havikerwaard 49 | 52° 0' 23" NB, 6° 5' 21" OL | 0275/26 | Boerderij                               |
| Boerderij 'De Pol', thans tweede woning |          |           | Havikerwaard 55 | 52° 1' 0" NB, 6° 5' 23" OL  | 0275/29 | Boerderij 'De Pol', thans tweede woning |
| Woning met bedrijferuimte 'Veluwezoom'  |          |           | Hoofdstraat 02  | 52° 0' 60" NB, 6° 3' 2" OL  | 0275/31 | Woning met bedrijferuimte 'Veluwezoom'  |
| TC, voormalig gemeentehuis              |          |           | Hoofdstraat 04  | 52° 1' 0" NB, 6° 3' 5" OL   | 0275/32 | TC, voormalig gemeentehuis              |
| Villa "Sonneheerdt" (appartementen)     |          |           | Hoofdstraat 05  | 52° 1' 0" NB, 6° 3' 6" OL   | 0275/33 | Villa "Sonneheerdt" (appartementen)     |
| Villa Sonneheerdt" (appartementen)      |          |           | Hoofdstraat 05a | 52° 1' 5" NB, 6° 3' 29" OL  | 0275/34 | Villa Sonneheerdt" (appartementen)      |
| Villa "Sonneheerdt (appartementen)      |          |           | Hoofdstraat 05b | 52° 1' 5" NB, 6° 3' 29" OL  | 0275/35 | Villa "Sonneheerdt (appartementen)      |
| Villa "Sonneheerdt" (appartementen)     |          |           | Hoofdstraat 05d | 52° 1' 5" NB, 6° 3' 29" OL  | 0275/36 | Villa "Sonneheerdt" (appartementen)     |
| Villa "Sonneheerdt" (appartementen)     |          |           | Hoofdstraat 05e | 52° 1' 5" NB, 6° 3' 29" OL  | 0275/37 | Villa "Sonneheerdt" (appartementen)     |
| Vm (dienst)woning bij vm. gem.huis,     |          |           | Hoofdstraat 06  | 52° 1' 1" NB, 6° 3' 7" OL   | 0275/38 | Vm (dienst)woning bij vm. gem.huis,     |
| Vm gemeentehuis                         |          |           | Hoofdstraat 08  | 52° 1' 1" NB, 6° 3' 9" OL   | 0275/39 | Vm gemeentehuis                         |
| "Villa Nova" (pension "lindenhove")     |          |           | Hoofdstraat 130 | 52° 1' 14" NB, 6° 3' 49" OL | 0275/40 | "Villa Nova" (pension "lindenhove")     |
| R.K. Kerk                               |          |           | Hoofdstraat 15  | 52° 1' 11" NB, 6° 3' 39" OL | 0275/42 | R.K. Kerk                               |
| Woonhuis "Welgelegen"                   |          |           | Hoofdstraat 23  | 52° 1' 15" NB, 6° 3' 47" OL | 0275/46 | Woonhuis "Welgelegen"                   |
| Villa "Casa Cara"                       |          |           | Hoofdstraat 29  | 52° 1' 17" NB, 6° 3' 48" OL | 0275/47 | Villa "Casa Cara"                       |
| Huize 'Rhederpark'                      |          |           | Hoofdstraat 38  | 52° 1' 7" NB, 6° 3' 37" OL  | 0275/52 | Huize 'Rhederpark'                      |
| Villa "Rhederdal"                       |          |           | Hoofdstraat 48  | 52° 1' 9" NB, 6° 3' 39" OL  | 0275/53 | Villa "Rhederdal"                       |
| Villa "Kastanjeoord" (deel)             |          |           | Hoofdstraat 58  | 52° 1' 11" NB, 6° 3' 42" OL | 0275/54 | Villa "Kastanjeoord" (deel)             |
| Villa "Kastanjeoord" (deel)             |          |           | Hoofdstraat 60  | 52° 1' 11" NB, 6° 3' 42" OL | 0275/55 | Villa "Kastanjeoord" (deel)             |
| Villa "Kastanjeoord" (deel)             |          |           | Hoofdstraat 62  | 52° 1' 11" NB, 6° 3' 42" OL | 0275/56 | Villa "Kastanjeoord" (deel)             |
| Villa "Kastanjeoord" (deel)             |          |           | Hoofdstraat 64  | 52° 1' 11" NB, 6° 3' 42" OL | 0275/57 | Villa "Kastanjeoord" (deel)             |
| Villa "Kastanjeoord" (deel)             |          |           | Hoofdstraat 66  | 52° 1' 11" NB, 6° 3' 42" OL | 0275/58 | Villa "Kastanjeoord" (deel)             |
| Villa "Kastanjeoord" (deel)             |          |           | Hoofdstraat 68  | 52° 1' 11" NB, 6° 3' 42" OL | 0275/59 | Villa "Kastanjeoord" (deel)             |
| Villa "Kastanjeoord" (deel)             |          |           | Hoofdstraat 70  | 52° 1' 11" NB, 6° 3' 42" OL | 0275/60 | Villa "Kastanjeoord" (deel)             |
| Villa "Kastanjeoord" (deel)             |          |           | Hoofdstraat 72  | 52° 1' 11" NB, 6° 3' 42" OL | 0275/61 | Villa "Kastanjeoord" (deel)             |
| Villa "Kastanjeoord" (deel)             |          |           | Hoofdstraat 74  | 52° 1' 10" NB, 6° 3' 42" OL | 0275/62 | Villa "Kastanjeoord" (deel)             |
| Villa "Kastanjeoord" (deel)             |          |           | Hoofdstraat 76  | 52° 1' 11" NB, 6° 3' 42" OL | 0275/63 | Villa "Kastanjeoord" (deel)             |
| Villa "Kastanjeoord" (deel)             |          |           | Hoofdstraat 78  | 52° 1' 11" NB, 6° 3' 42" OL | 0275/64 | Villa "Kastanjeoord" (deel)             |
| Villa "Kastanjeoord" (deel)             |          |           | Hoofdstraat 80  | 52° 1' 11" NB, 6° 3' 42" OL | 0275/65 | Villa "Kastanjeoord" (deel)             |
| Villa "Avondrood" (deel)                |          |           | Hoofdstraat 82  | 52° 1' 11" NB, 6° 3' 43" OL | 0275/66 | Villa "Avondrood" (deel)                |
| Villa "Avondrood" (deel)                |          |           | Hoofdstraat 84  | 52° 1' 11" NB, 6° 3' 43" OL | 0275/67 | Villa "Avondrood" (deel)                |
| Villa "Avondrood" (deel)                |          |           | Hoofdstraat 86  | 52° 1' 11" NB, 6° 3' 43" OL | 0275/68 | Villa "Avondrood" (deel)                |
| Villa "Avondrood" (deel)                |          |           | Hoofdstraat 88  | 52° 1' 11" NB, 6° 3' 43" OL | 0275/69 | Villa "Avondrood" (deel)                |
| Villa "Avondrood" (deel)                |          |           | Hoofdstraat 90  | 52° 1' 11" NB, 6° 3' 43" OL | 0275/70 | Villa "Avondrood" (deel)                |
| Villa "Avondrood" (deel)                |          |           | Hoofdstraat 92  | 52° 1' 11" NB, 6° 3' 43" OL | 0275/71 | Villa "Avondrood" (deel)                |
| Woonhuis bij Middachten                 |          |           | Oversteeg       | 52° 1' 3" NB, 6° 3' 53" OL  | 0275/75 | Woonhuis bij Middachten                 |
| Boerderij "De Hoppenkamp"               |          |           | Oversteeg 14    | 52° 1' 5" NB, 6° 3' 39" OL  | 0275/76 | Boerderij "De Hoppenkamp"               |
| Schoolgebouw (voormalig MULO)           |          |           | Parkweg 04      | 52° 1' 10" NB, 6° 3' 34" OL | 0275/78 | Schoolgebouw (voormalig MULO)           |